# Наталь (провинция)
Провинция Наталь (англ. Province of Natal; африк. Provinsie van Natal) — в 1910—1994 годах провинция Южно-Африканского Союза и Южно-Африканской Республики со столицей в городе Питермарицбург, созданная вместо Колонии Наталь.
В отличие от трёх остальных провинций государства, большая часть белого населения Наталя была англоязычной, в результате чего Наталь был единственной провинцией, где большинство избирателей проголосовало против отмены монархии и установления республики на референдуме 1960 года. В 1970-х годах из провинции Наталь был выделен бантустан Квазулу. Во второй половине 1980-х годов Наталь в наибольшей степени страдал от чёрного насилия, которое закончилось лишь с первыми многорасовыми выборами в 1994 году. В 1994 году бантустан Квазулу был реинтегрирован в состав провинции, вследствие чего она была переименована в Квазулу-Натал.

## Административно-территориальное деление
округа (англ. Districts of South Africa, африк. Distrikte) провинции и их население во время переписи 1991 года.
- Маунт Кёрри (центр Кокстад): 41 564
- Альфред (центр Хардинг[англ.]): 8 794
- Порт-Шепстон: 67 239
- Умзинто[англ.]: 46 919
- Иксопо[англ.]: 22 626
- Полела (Polela): 4 364
- Андерберг[англ.]: 9 584
- Импендле[англ.]: 2 815
- Ричмонд[англ.]: 23 476
- Кампердаун[англ.]: 36 315
- Питермарицбург: 228 549
- Лайонс-Ривер[англ.]: 43 060
- Нью-Хановер[англ.]: 38 207
- Муй-Ривер: 25 061
- Эскурт[англ.]: 49 493
- Уинен[англ.]: 12 485
- Бергвилл[англ.]: 22 552
- Умвоти[англ.]: 41 160
- Кранскоп[англ.]: 7 565
- Дурбан: 473 826
- Инанда[англ.] (центр Верулам[англ.]): 299 379
- Пайнтаун: 184 216
- Чатсуорт[англ.]: 179 957
- Клипривьер[англ.]: 64 782
- Гленко[англ.]: 17 265
- Данди: 31 613
- Данхаузер[англ.]: 14 154
- Ньюкасл: 53 584
- Утрехт[англ.]: 27 798
- Паулпитерсбург: 21 072
- Фрейхейд: 85 518
- Нготше[англ.]: 26 382
- Лоуэр-Тугела (Lower Tugela) (центр Стангер): 96 702
- Мтунзини[англ.]: 18 455
- Эшове[англ.]: 13 355
- Мтхонджанени (Mtonjaneni) (центр Мельмот[англ.]): 10 577
- Бабананго[англ.]: 3 069
- Лоуэр-Умфолози (Lower Umfolozi): 56 082
- Хлабиса[англ.]: 18 211
- Убомбо[англ.]: 2 929

## Администраторы
Ниже приведён список администраторов провинции Наталь в период её существования, с 1910 по 1994 годы.
| Срок                        | Администратор                                                       | Примечание |
| --------------------------- | ------------------------------------------------------------------- | ---------- |
| Май 1910 — январь 1918      | Чарльз Джон Смайт (англ. Charles John Smythe)                       |            |
| Февраль 1918 — январь 1928  | Джордж Томас Плаумэн (англ. George Thomas Plowman)                  |            |
| Февраль 1928 — январь 1943  | Герберт Гордон Уотсон (англ. Herbert Gordon Watson)                 |            |
| Февраль 1943 — ноябрь 1944  | Джордж Хитон Николлс (англ. George Heaton Nicholls)                 |            |
| Ноябрь 1944 — февраль 1948  | Дуглас Эдгар Митчелл (англ. Douglas Edgar Mitchell)                 |            |
| Февраль 1948 — май 1958     | Денис Джем Шепстон (англ. Denis Gem Shepstone)                      |            |
| Июнь 1958 — ноябрь 1961     | Альфред Эрнест Троллип (англ. Alfred Ernest Trollip)                |            |
| Ноябрь 1961 — август 1970   | Теодор Герденер (англ. Theodor Johannes Adolph Gerdener)            |            |
| Август 1970 — июнь 1979     | Вильгельм Бенджамин Хавеман(англ. Wynand Wilhelm Benjamin Havemann) |            |
| Июнь 1979 — август 1979     | Фрэнк Мартин (англ. Frank Martin)                                   | 1-й срок   |
| Август 1979 — сентябрь 1984 | Ян Стоффель Бота (англ. Jan "Stoffel" Botha)                        |            |
| Сентябрь 1984 — ноябрь 1984 | Фрэнк Мартин (англ. Frank Martin)                                   | 2-й срок   |
| Ноябрь 1984 — апрель 1990   | Рэдклифф Кэдман (англ. Radclyffe Cadman)                            |            |
| Апрель 1990 — 7 мая 1994    | Корнелиус ван Рооэн Бота (англ. Cornelius van Rooyen Botha)         |            |